# Rajd Cypru 2005

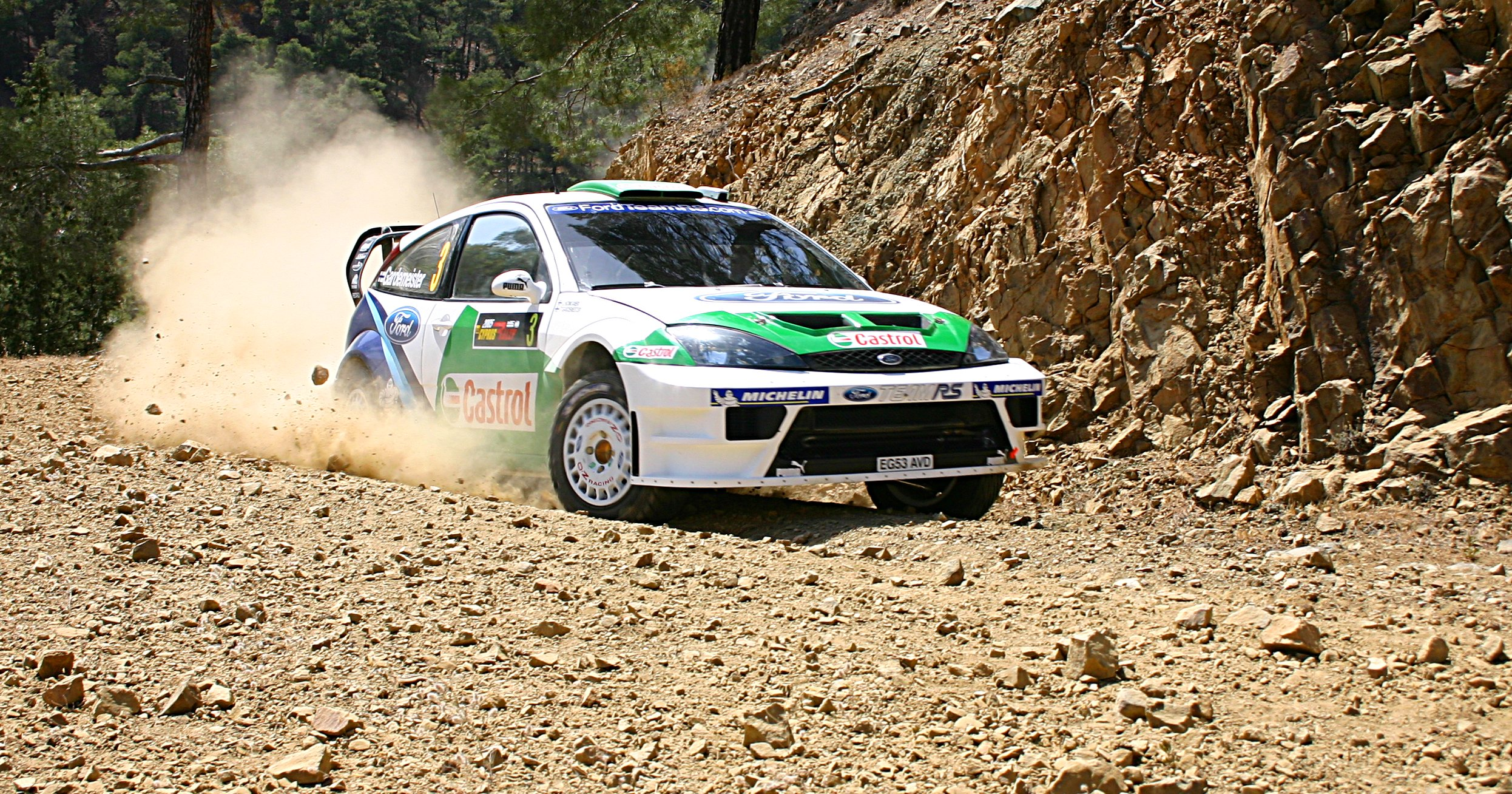
Toni Gardemeister podczas rajdu

Rezultaty Rajdu Cypru w 2005 roku:

## Zwycięzcy odcinków specjalnych
| Dzień       | OS   | Godzina | Nazwa        | Długość | Zwycięzca                        | Czas    | Lider rajdu    |
| ----------- | ---- | ------- | ------------ | ------- | -------------------------------- | ------- | -------------- |
| 1 (13 Maja) | SS1  | 09:38   | Lagoudera 1  | 38.31   | Petter Solberg                   | 36:58.9 | Petter Solberg |
| 1 (13 Maja) | SS2  | 10:46   | Kourdali 1   | 15.00   | Sébastien Loeb                   | 16:29.3 | Sébastien Loeb |
| 1 (13 Maja) | SS3  | 11:24   | Asinou 1     | 7.57    | Sébastien Loeb                   | 7:41.7  | Sébastien Loeb |
| 1 (13 Maja) | SS4  | 14:37   | Lagoudera 2  | 38.31   | Sébastien Loeb                   | 35:56.8 | Sébastien Loeb |
| 1 (13 Maja) | SS5  | 15:45   | Kourdali 2   | 15.00   | Sébastien Loeb                   | 16:28.3 | Sébastien Loeb |
| 1 (13 Maja) | SS6  | 16:23   | Asinou 2     | 7.57    | Sébastien Loeb                   | 7:33.1  | Sébastien Loeb |
| 2 (14 Maja) | SS7  | 08:48   | Platres 1    | 11.11   | Sébastien Loeb                   | 9:11.2  | Sébastien Loeb |
| 2 (14 Maja) | SS8  | 09:31   | Foini 1      | 30.32   | Sébastien Loeb                   | 27:31.4 | Sébastien Loeb |
| 2 (14 Maja) | SS9  | 10:29   | Galatareia 1 | 13.32   | Sébastien Loeb                   | 10:47.0 | Sébastien Loeb |
| 2 (14 Maja) | SS10 | 13:52   | Platres 2    | 11.11   | Sébastien Loeb                   | 8:58.0  | Sébastien Loeb |
| 2 (14 Maja) | SS11 | 14:35   | Foini 2      | 30.32   | Sébastien Loeb Toni Gardemeister | 27:05.8 | Sébastien Loeb |
| 2 (14 Maja) | SS12 | 15:33   | Galatareia 2 | 15:33   | Sébastien Loeb Gilles Panizzi    | 10:49.7 | Sébastien Loeb |
| 3 (15 Maja) | SS13 | 07:18   | Vavatsinia 1 | 25.23   | Sébastien Loeb                   | 23:31.3 | Sébastien Loeb |
| 3 (15 Maja) | SS14 | 08:16   | Macheras 1   | 12.93   | Sébastien Loeb                   | 11:33.8 | Sébastien Loeb |
| 3 (15 Maja) | SS15 | 09:04   | Kellaki 1    | 9.48    | Sébastien Loeb                   | 8:26.5  | Sébastien Loeb |
| 3 (15 Maja) | SS16 | 11:52   | Vavatsinia 2 | 25.23   | Toni Gardemeister                | 23:17.7 | Sébastien Loeb |
| 3 (15 Maja) | SS17 | 12:50   | Macheras 2   | 12.93   | Markko Märtin                    | 11:19.3 | Sébastien Loeb |
| 3 (15 Maja) | SS18 | 13:38   | Kellaki 2    | 9.48    | Toni Gardemeister                | 8:30.5  | Sébastien Loeb |

## Końcowe wyniki (punktujący zawodnicy)
| lp.     | zawodnik          | pilot               | samochód                   | czas      | różnica  | grupa | pkt. |
| WRC     | WRC               | WRC                 | WRC                        | WRC       | WRC      | WRC   | WRC  |
| ------- | ----------------- | ------------------- | -------------------------- | --------- | -------- | ----- | ---- |
| 1       | Sébastien Loeb    | Daniel Elena        | Citroën Xsara WRC          | 5:02:29.4 | —        | A8 M  | 10   |
| 2       | Manfred Stohl     | Ilka Minor-Petrasko | Citroën Xsara WRC          | 5:06:38.9 | +4:09.5  | A8    | 8    |
| 3       | Markko Märtin     | Michael Park        | Peugeot 307 WRC            | 5:07:11.3 | +4:41.9  | A8 M  | 6    |
| 4       | Henning Solberg   | Cato Menkerud       | Ford Focus RS WRC 04       | 5:07:45.1 | +5:15.7  | A8    | 5    |
| 5       | Toni Gardemeister | Jakke Honkanen      | Ford Focus RS WRC 04       | 5:10:06.7 | +7:37.3  | A8 M  | 4    |
| 6       | Roman Kresta      | Jan Možný           | Ford Focus RS WRC 04       | 5:12:46.8 | +10:17.4 | A8 M  | 3    |
| 7       | Harri Rovanperä   | Risto Pietiläinen   | Mitsubishi Lancer WRC 05   | 5:14:48.1 | +12:18.7 | A8 M  | 2    |
| 8       | Daniel Carlsson   | Mattias Andersson   | Peugeot 206 WRC            | 5:18:32.6 | +16:03.2 | A8    | 1    |
| 9       | Janne Tuohino     | Mikko Markkula      | Škoda Fabia WRC            | 5:19:15.7 | +16:46.3 | A8 M  |      |
| 10      | Chris Atkinson    | Glenn Macneall      | Subaru Impreza WRC '05     | 5:29:30.9 | +27:01.5 | A8 M  |      |
| 11      | Gilles Panizzi    | Hervé Panizzi       | Mitsubishi Lancer WRC 05   | 5:34:09.8 | +31:40.4 | A8 M  |      |
| PWRC    |                   |                     |                            |           |          |       |      |
| 1 (12.) | Brice Tirabassi   | Matthieu Baumel     | Subaru Impreza WRX STi     | 5:34:38.2 | —        | N4    | 10   |
| 2 (14.) | Sebastián Beltrán | Edgardo Galindo     | Subaru Impreza WRX STi     | 5:39:04.1 | +4:25.9  | N4    | 8    |
| 3 (16.) | Marcos Ligato     | Ruben Garcia        | Subaru Impreza WRX STi     | 5:41:51.1 | +7:12.9  | N4    | 6    |
| 4 (17.) | Gabriel Pozzo     | Daniel Stillo       | Subaru Impreza WRX STi     | 5:42:02.2 | +7:24.0  | N4    | 5    |
| 5 (18.) | Nasir al-Atijja   | Chris Patterson     | Subaru Impreza WRX STi     | 5:42:56.5 | +8:18.3  | N4    | 4    |
| 6 (20.) | Fumio Nutahara    | Satoshi Hayashi     | Mitsubishi Lancer Evo VIII | 5:48:59.8 | +14:21.6 | N4    | 3    |
| 7 (21.) | Toshi Arai        | Tony Sircombe       | Subaru Impreza WRX STi     | 5:49:06.9 | +14:28.7 | N4    | 2    |
| 8 (27.) | Federico Villagra | Javier Villagra     | Mitsubishi Lancer Evo VIII | 6:01:30.0 | +26:51.8 | N4    | 1    |

1. ↑  Litera M przy oznaczeniu grupy do której należy samochód oznacza, iż tylko ci kierowcy zdobywali punkty dla swoich zespołów liczonych w klasyfikacji producentów na koniec sezonu.

## Wydarzenia podczas rajdu
Tegoroczny rajd Cypru był bardzo nieudany dla wielu kierowców.
- Już nas samym początku wypadł jeden z faworytów: Marcus Grönholm. Pierwszego dnia rajd musiał ukończyć także Petter Solberg.
- Na 4. OS-ie zapalił się samochód Marka Higginsa i ten również musiał zakończyć rajd.
- Po pierwszym dniu niespodziewanie drugie i trzecie miejsce zajmowali kierowcy prywatni: Manfred Stohl oraz Henning Solberg.
- Drugiego dnia kardynalny błąd podczas 10. OS-u popełnił François Duval. Wypadł z trasy, a podczas próby zapalenia silnika wybuchł pożar doszczętnie niszcząc samochód Belga. Nikt nie ucierpiał. Jednak ten wypadek zaowocował jeszcze jednym wydarzeniem:
  - Pilot Duvala Stéphane Prévot, uznał, że to wyłącznie wina kierowcy i odmówił dalszej z nim współpracy.
  - Właściciele Citroëna zareagowali podobnie, rozwiązując umowę z nim (w rajdzie Turcji zamiast François Duvala pojawił się Carlos Sainz).

Do końca rajdu nie wydarzyło się już nic nadzwyczajnego. Trecie z rzędu zwycięstwo odniósł Sébastien Loeb, drugie Manfred Stohl, a na trzecie ostatniego dnia wskoczył Markko Märtin.

## Klasyfikacja po 6 rundach
Tabele przedstawiają tylko pięć pierwszych miejsc.

### Kierowcy
| Lp. | Kierowca          | Pkt |
| --- | ----------------- | --- |
| 1   | Sébastien Loeb    | 45  |
| 2   | Petter Solberg    | 34  |
| 3   | Markko Märtin     | 34  |
| 4   | Toni Gardemeister | 28  |
| 5   | Marcus Grönholm   | 26  |

### Producenci
| Lp. | Producent                | Pkt |
| --- | ------------------------ | --- |
| 1   | Malboro Peugeot Total    | 62  |
| 2   | Citroën Total            | 53  |
| 3   | BP Ford World Rally Team | 44  |
| 4   | Subaru World Rally Team  | 38  |
| 5   | Mitsubishi Motors        | 29  |